# 크리스티아네 F. - 위 칠드런 프롬 반호프 주
크리스티아네 F. - 위 칠드런 프롬 반호프 주(Christiane F. - Wir Kinder vom Bahnhof Zoo, Christiane F. – We Children from Bahnhof Zoo)는 독일(구 서독)에서 제작된 울리 에델 감독의 1981년 드라마 영화이다. 나탸 브룬크호스트 등이 주연으로 출연하였다.

## 출연

### 주연
- 나탸 브룬크호스트
- 토마스 하우스테인